# Wilhelm Rebay von Ehrenwiesen
Wilhelm Rebay von Ehrenwiesen (* 3. April 1909 in Miesbach; † 22. Januar 2004) war ein deutscher Jurist und Kreishauptmann im deutsch besetzten Polen während des Zweiten Weltkrieges.

## Leben
Rebay von Ehrenwiesen, Sohn eines Staatsanwaltes, schloss seine Schullaufbahn am Gymnasium mit dem Abitur ab. Danach absolvierte von Ehrenwiesen ein Studium der Rechtswissenschaften. Das Jurastudium schloss von Ehrenwiesen 1931 mit den ersten und 1935 mit dem zweiten Staatsexamen ab. Er war Mitglied der musischen Studentenverbindungen Akademischer Gesangverein München und AMV Stochdorphia Tübingen, beide im SV.
Von Ehrenwiesen gehörte der SA von 1926 bis 1927 und nach Mitgliedschaft in der paramilitärischen Organisation Stahlhelm erneut von 1933 bis 1937 an. Zwischenzeitlich betätigte er sich von 1933 bis 1934 auch bei der HJ. Zum 1. Mai 1933 trat von Ehrenwiesen der NSDAP bei (Mitgliedsnummer 1.925.144). Im November 1936 wurde von Ehrenwiesen Mitglied der SS, in der er bis zum SS-Untersturmführer aufstieg. Bis 1937 war er nebenamtlich Angehöriger des SD in München.
Nach dem Studium war von Ehrenwiesen Regierungsassessor beim Augsburger Regierungspräsidenten. Danach war er beim Landrats- und Polizeiamt in Kusel beschäftigt, wo er 1938 zum Regierungsrat befördert wurde. Ab Juni 1939 war er dortiger Polizeireferent und wechselte nach dem Beginn des Zweiten Weltkrieges im November 1939 zum Regierungspräsidenten nach Marienwerder. Ab April 1940 gehörte er dem SD-Hauptamt an und leitete nebenamtlich den SD-Abschnitt Thorn.
Im Generalgouvernement war von Ehrenwiesen ab August 1941 Kreishauptmann von Kamionka Strumiłowa im Distrikt Galizien. Im November 1942 wurde er zur Wehrmacht eingezogen.
Nach Kriegsende wurde von Ehrenwiesen interniert und am 30. April 1948 als Mitläufer entnazifiziert. Anfang der 1950er Jahre wurde er Regierungsdirektor in Ansbach. Bei der Regierung von Mittelfranken stieg von Ehrenwiesen bis zum Oberregierungsdirektor auf. Im April 1974 wurde er pensioniert. Ein gegen ihn eingeleitetes Ermittlungsverfahren wurde eingestellt.